# Svend Aakjær
Svend Aakjær, född 1894, död 1963, var en dansk arkivman.
Svend Aakjær var son till Jeppe Aakjær och dansk riksantikvarie från 1956. Han var en framstående kännare av Danmarks medeltidshistoria och utgivare av Skånelagen.